# Wiaczesław Hłazkow
Wiaczesław Wałerijowycz Hłazkow, ukr. Вячеслав Валерійович Глазков (ur. 15 października 1984 w Ługańsku) – ukraiński bokser, brązowy medalista olimpijski z 2008 z igrzysk olimpijskich w Pekinie w kategorii superciężkiej.

## Kariera amatorska
W 2005, będąc amatorem, wystąpił na mistrzostwach świata w Mianyang. W pierwszej walce pokonał Litwina Jaroslavasa Jakšto w stosunku 26–20, w kolejnej walce przegrał 11–26 z późniejszym złotym medalistą, Kubańczykiem Odlanierem Solísem.
W 2007 na mistrzostwach świata w Chicago zdobył srebrny medal, pokonując kolejno Razvana Cojanu, Oscara Rivasa, Jaroslavasa Jakšto i Zhanga Zhilei. W finale przegrał z Włochem Roberto Cammarelle w stosunku 14–24.
W 2008 wystąpił na igrzyskach olimpijskich w Pekinie, gdzie zdobył brązowy medal. Pokonał Roberta Alfonso i Newfela Ouataha, jednak w półfinale nie przystąpił do walki z Chińczykiem Zhangiem Zhilei z uwagi na kontuzję.

## Kariera zawodowa
W lipcu 2009 przeszedł na zawodowstwo. Do końca 2013 stoczył 17 pojedynków, z których szesnaście wygrał i jeden zremisował. 15 marca 2014 pokonał jednogłośnie na punkty Tomasza Adamka w stosunku 117–110, 117–111, 116–112. Do końca 2014 stoczył jeszcze dwa zwycięskie pojedynki, a 14 marca 2015 zmierzył się w walce eliminacyjnej organizacji IBF ze Steve’em Cunninghamem. Hłazkow pokonał Amerykanina jednogłośnie na punkty w stosunku 116–112, 115–113 i 116–112. Pięć miesięcy później znokautował w czwartej rundzie Kertsona Manswellla. 16 stycznia 2016 stanął przed szansą wywalczenia wakującego tytułu mistrza świata federacji IBF w kategorii ciężkiej, jednak (z powodu kontuzji) wycofał się w 3 rundzie z Charlesem Martinem.